# タマラ・トデフスカ
タマラ・トデフスカ（マケドニア語: Тамара Тодевска、ラテン文字転写例:Tamara Todevska、1985年6月1日 - ）、またはタマラはマケドニア共和国・スコピエ出身のポップ・ミュージック歌手。マケドニア人の父とヘルツェゴビナのセルビア人の母の間に生まれた。彼女の姉は有名なマケドニアのポップ・ミュージック歌手であるティヤナ・トデフスカ・ダプチェヴィッチ（Тијана Тодевска-Дапчевиќ、Tijana Todevska-Dapčević）である。2008年にはヴルチャクおよびアドリアン・ガジャと共演し、2019年にはソロでユーロビジョン・ソング・コンテストに北マケドニア代表として参加した。2019年大会では、決勝の審査員投票で1位を獲得し、総合順位では、7位と北マケドニアの最高順位を記録を塗り替えた。
2015年に元バスケットボール北マケドニア代表選手のアレクサンダル・ディミトロフスキと結婚した。

## 来歴
スコピエ音楽アカデミーの学生でもあるタマラは、マケドニアでもっとも人気のある歌手の一人である。タマラ・トデフスカは2001年にロベルト・ビルビロフ（Robert Bilbilov）製作の楽曲「Dali znam」でそのキャリアを歩みだした。翌年タマラは、モンテネグロのスンチャネ・スカレ（Sunčane Skale）フェスティバルに参加してこの曲を歌った。2003年にもタマラは同フェスティバルに参加している。
モンテネグロのブドヴァで行われたフェスティバルで歌った楽曲「1003」は、チャート首位を記録した。タマラはマケドニアのオフリドで行われたオフリド・フェストで母親でオペラ歌手のブランカ（Branka）とも共演し、3位に入賞した。タマラはシュティプ（Štip）のMakfestに3回出演している。2004年には「Nemirna」で参加、2006年にはヴルチャクと共演して「Sedmo Nebo」で参加して優勝、2007年にはバラード曲「Smesno, zar ne?」で参加している。セルビアの聴衆からは、タマラがベオグラードのグループ187と共演した2004年の楽曲「Sex」を通じて良く知られる。翌2005年、アレクサンダル・マセフスキ（Aleksandar Masevski）のプロデュースによって製作され発売されたアルバム『Sino』は、同年の最優秀アルバムとなった。
2006年には、タマラとヴルチャクは、モンテネグロのブドヴァ・フェストで「Loša Devojka」を披露し、大成功を収める。タマラは2004年のユーロビジョン・ソング・コンテストのマケドニア代表選考を兼ねたフェスティバルSkopje Fest 2007で、トシェ・プロエスキのバックシンガーとして参加した。また、2007年にはタマラは同フェスティバルにおいて、「Kazi Koj Si Ti」（英語タイトル:Tell Me Who You Are）を歌い、105ポイントを獲得した。これによって同フェスティバルで2位入賞となった。

### ユーロビジョン・ソング・コンテスト2008
続く2008年には、Skopje Fest 2008にてヴルチャクおよびアドリアン・ガジャと共演して「Vo ime na ljubovta」を歌い、優勝を果たした。これによりタマラはマケドニア代表としてユーロビジョン・ソング・コンテスト2008への進出を決めた。タマラ、ヴルチャクおよびアドリアン・ガジャは、「Vo ime na ljubovta」をマケドニア共和国の主要4言語（マケドニア語、アルバニア語、セルビア語、トルコ語）ならびに英語、ロシア語の計6言語のバージョンをつくり、ビデオ・クリップも製作してプロモーションを推進した。ユーロビジョン・ソング・コンテスト2008本選では、この曲の英語バージョン「Let me love you」を披露したが準決勝10位となり、9位以内が条件であった決勝進出はかなわなかった。
「Vo ime na ljubovta」の各言語でのタイトルは以下の通りである:
- マケドニア語: Во Име На Љубовта / Vo ime na ljubovta
- アルバニア語: Dashuri Mistike
- トルコ語: Yoksun
- セルビア語: Тебе Волим / Tebe Volim
- 英語: Let me love you
- ロシア語: Во Имяа Любви / Vo Imya Lyubvi

## 作品

### アルバム
- Sino （2005年）
- Eden Den (2015年)